# Ginástica artística nos Jogos Olímpicos de Verão de 2024 - Solo feminino
A competição do solo feminino da ginástica artística nos Jogos Olímpicos de Verão de 2024 foi realizada na Bercy Arena em Paris, França, em 28 de julho e 5 de agosto de 2024. Um total de 76 ginastas de 33 Comitês Olímpicos Nacionais (CON) participaram do evento na fase qualificatória.

## Qualificação
Um CON poderia inscrever até cinco ginastas qualificadas. Um total de 95 vagas de cota foram alocadas para ginástica artística feminina.
As 12 equipes que se classificaram enviaram cinco ginastas para a competição por equipes, para um total de 60 das 95 vagas de cota. As três melhores equipes no Campeonato Mundial de Ginástica Artística de 2022 (Estados Unidos, Grã-Bretanha e Canadá) e as nove melhores equipes (excluindo as já classificadas) no Campeonato Mundial de Ginástica Artística de 2023 (China, Brasil, Itália, Países Baixos, França, Japão, Austrália, Romênia e Coreia do Sul) ganharam essas vagas.
As 35 vagas restantes foram concedidas individualmente, sendo que cada ginasta poderia ganhar apenas uma vaga. Elas foram preenchidas por meio de diversos critérios baseados no Campeonato Mundial de 2023, na série da Copa do Mundo de Ginástica Artística de 2024, campeonatos continentais, garantia do país sede, garantia de realocação e convite da Comissão Tripartite.
Cada uma das 95 ginastas qualificadas era elegível para a competição de solo, mas algumas não competem em todos os eventos por aparelhos.

## Formato
As oito melhores ginastas na qualificatória (limite de duas por CON) avançaram para a final. As finalistas realizaram um exercício adicional no aparelho. As pontuações da qualificatória foram então ignoradas, com apenas as pontuações da rodada final contando. A pontuação foi de acordo com o Código de Pontos da Federação Internacional de Ginástica.

## Calendário
Horário local (UTC+2)
| Data        | Horário | Fase           | Fase         |
| ----------- | ------- | -------------- | ------------ |
| 28 de julho | 9:30    | Qualificatória | Subdivisão 1 |
| 28 de julho | 11:40   | Qualificatória | Subdivisão 2 |
| 28 de julho | 14:50   | Qualificatória | Subdivisão 3 |
| 28 de julho | 18:00   | Qualificatória | Subdivisão 4 |
| 28 de julho | 21:10   | Qualificatória | Subdivisão 5 |
| 5 de agosto | 14:25   | Final          | Final        |

## Medalhistas
| Ouro   | BRA Rebeca Andrade |
| Prata  | USA Simone Biles   |
| Bronze | ROU Ana Bărbosu    |

## Resultados

### Qualificatória
As ginastas que se classificaram entre as oito melhores avançaram para a final. No caso de duas ou mais ginastas de um mesmo CON estando entre as oito melhores, as próximas classificadas após elas avançam para a final.
| Pos. | Ginasta             | Nota D | Nota E | Pen.  | Total  | Qual. |
| ---- | ------------------- | ------ | ------ | ----- | ------ | ----- |
| 1    | USA Simone Biles    | 6.8    | 7.900  | 0.100 | 14.600 | Q     |
| 2    | BRA Rebeca Andrade  | 5.9    | 8.000  |       | 13.900 | Q     |
| 3    | USA Jordan Chiles   | 5.8    | 8.066  |       | 13.866 | Q     |
| 4    | ROU Sabrina Voinea  | 6.2    | 7.600  |       | 13.800 | Q     |
| 5    | ITA Alice D'Amato   | 5.6    | 8.100  |       | 13.700 | Q     |
| 6    | CHN Ou Yushan       | 5.6    | 8.066  |       | 13.666 | Q     |
| 7    | ITA Manila Esposito | 5.7    | 7.933  |       | 13.633 | Q     |
| 8    | JPN Rina Kishi      | 5.6    | 8.000  |       | 13.600 | Q     |
| 8    | ROU Ana Bărbosu     | 5.6    | 8.000  |       | 13.600 | Q     |
| 10   | CHN Zhang Yihan     | 5.5    | 8.033  |       | 13.533 | R1    |
| 11   | BRA Julia Soares    | 5.4    | 8.100  |       | 13.500 | R2    |
| 12   | BRA Jade Barbosa    | 5.5    | 8.000  |       | 13.500 |       |
| 13   | ITA Angela Andreoli | 5.8    | 7.700  |       | 13.500 |       |
| 14   | CHN Zhou Yaqin      | 5.5    | 7.966  |       | 13.466 |       |
| 15   | CAN Ellie Black     | 5.6    | 7.900  | 0.100 | 13.400 | R3    |

### Final
As ginastas com as melhores pontuações conquistam as medalhas.
| Pos.              | Ginasta             | Nota D | Nota E | Pen.   | Total  |
| ----------------- | ------------------- | ------ | ------ | ------ | ------ |
| Medalha de ouro   | BRA Rebeca Andrade  | 5.9    | 8.266  |        | 14.166 |
| Medalha de prata  | USA Simone Biles    | 6.9    | 7.833  | –0.600 | 14.133 |
| Medalha de bronze | ROU Ana Bărbosu     | 5.8    | 8.000  | –0.100 | 13.700 |
| 4                 | ROU Sabrina Voinea  | 5.9    | 7.900  | –0.100 | 13.700 |
| 5                 | USA Jordan Chiles   | 5.9    | 7.866  |        | 13.666 |
| 6                 | ITA Alice D'Amato   | 5.6    | 8.100  | –0.100 | 13.600 |
| 7                 | JPN Rina Kishi      | 5.7    | 7.566  | –0.100 | 13.166 |
| 8                 | CHN Ou Yushan       | 5.6    | 7.700  | –0.300 | 13.000 |
| 9                 | ITA Manila Esposito | 5.7    | 6.533  | –0.100 | 12.133 |

## Controvérsia
Jordan Chiles, que foi a última competidora a se apresentar na final, recebeu inicialmente uma pontuação de 13.666, o que a colocou em quinto lugar, diretamente atrás das ginastas romenas Ana Bărbosu e Sabrina Voinea, que receberam cada uma uma pontuação de 13.700, com Bărbosu vencendo o desempate pela pontuação de execução. A treinadora de Chiles, Cécile Canqueteau-Landi, entrou com uma investigação sobre a pontuação de Chiles, o que resultou em uma revisão que concluiu que sua dificuldade havia sido inserida incorretamente. Foi então ajustado de 5.8 para 5.9, e a pontuação geral foi atualizada para 13.766, movendo-a da quinta para uma posição de medalha de bronze. Mais controvérsia surgiu quando foi revelado que Voinea havia recebido uma dedução de 0.1 ponto por sair dos limites. O replay mostrou que Voinea pode não ter saído dos limites. Se a dedução não tivesse sido feita, Voinea teria pontuado 13.800, o que a colocaria na posição de medalha de bronze, mesmo após a pontuação de Chiles ter sido aumentada.
A ex-ginasta olímpica romena, Nadia Comăneci, e Mihai Covaliu, presidente do Comitê Olímpico Romeno, solicitaram que Morinari Watanabe, presidente da Federação Internacional de Ginástica, permitisse que o exercício de solo de Voinea fosse reanalisado. O primeiro-ministro da Romênia, Marcel Ciolacu, declarou que boicotaria a cerimônia de encerramento devido à "situação escandalosa na ginástica, onde os atletas [romenos] foram tratados de maneira absolutamente desonrosa".
Bărbosu e Voinea apelaram ao Tribunal Arbitral do Esporte (CAS). Bărbosu apelou que o inquérito de Chiles foi feito quatro segundos após o prazo de um minuto e, portanto, não deveria ter sido revisado em primeiro lugar. Em 10 de agosto, cinco dias após a final, o CAS concluiu que o inquérito de Chiles foi arquivado além do prazo de 1 minuto especificado no art. 8.5 do Regulamento Técnico da FIG de 2024 (especificamente 1 minuto e 4 segundos). O CAS, portanto, decidiu que a "pontuação inicial de 13.666 dada à Sra. Jordan Chiles na final do exercício de solo feminino deve ser restabelecida" e ordenou que a Federação Internacional de Ginástica determinasse a classificação da final e "atribuísse a(s) medalha(s) de acordo com a decisão acima." O apelo de Voinea foi simultaneamente rejeitado.
O Comitê Olímpico Internacional confirmou as conclusões do CAS e ordenou que Chiles devolvesse a medalha de bronze e que ela fosse realocada para Bărbosu.